# La feria (Kustódiev)
La Feria o Yarmarka (en ruso: Ярмарка, romanizado: Yármarka) es una pintura del pintor Borís Kustódiev. Realizado en 1906 al temple sobre cartón, su tema es Rusia y se conserva en la Galería Tretiakov.

## Historia
El cuadro fue encargado por la Expedición para la Preparación de Documentos Estatales (el moderno Goznak) para una serie de las llamadas pinturas lubochny. Kustódiev representa la feria de Kíneshma en óblast de Ivánovo, que en su día le impresionó tanto por su brillante decorativismo que eligió «Bazar en la aldea» (en ruso: Базар в деревне, romanizado: Bazár v derévne) como tema de su diploma. En una carta a su amigo el pintor I. Kulikov, el artista escribió:

«Hoy he paseado por Kíneshma, todo me ha parecido — un pueblo muy bonito, con una fisonomía tan típica del lugar. Especialmente bien detrás del río, donde dos iglesias de una forma tan extraña. Quiero ir allí mañana para escribir un boceto ˂...˃ Hay muchas cosas interesantes aquí, especialmente el bazar de ayer me impactó, los colores son sorprendentemente fuertes, y probablemente me detendré allí; en lugar de inventar todo tipo de “temas”, uno sólo debe tomar de la naturaleza, que es infinitamente más variada que cualquier cosa inventada. Iremos el sábado por la tarde; habrá un bazar el sábado, y me gustaría ver más...»
«Ходил сегодня по Кинешме, всё смотрел – очень красивый городок, с такой типичной местной физиономией. Особенно хорошо за рекой, где две церкви такой странной формы. Хочу завтра пойти туда написать этюдик ˂…˃ Здесь очень много интересного, особенно вчерашний базар меня поразил, по краскам удивительно сильно, и, вероятно, на нём я и остановлюсь; чем выдумывать всякие „сюжеты”, нужно только брать из природы, которая бесконечно разнообразнее всего выдуманного. Едем мы в субботу вечером, в субботу будет базар, и мне хочется ещё посмотреть...».

El proyecto de la Expedición Estatal de Adquisición de Papel no llegó a realizarse. En 1907, pintura se presenta en la exposición de la Unión de Artistas Rusos, tuvo un gran éxito y fue adquirida por el Consejo de la Galería Tretiakov. «Su colorido, alegre, sencillo y jovial “Feria”, captado por un ojo claro, una mente viva, un corazón sensible, una mano fuerte, transmitido con humor amable y valiente <...> casi un poema ...» — escribió un dramaturgo y crítico literario Anatoli Lunacharski en su crítica de la exposición.

## Descripción
El cuadro está realizado al estilo de los lubokes, sobre caballete y con variaciones de colores vivos. Presenta una bulliciosa feria en una plaza comercial de una ciudad en Rusia.
Al fondo se reconocen dos iglesias de Kíneshma ya desaparecidas: la Iglesia de la Resurrección (Iglesia de San Nicolás) y la Iglesia de la Exaltación de la Cruz (Iglesia de Kazán). Con ellas como telón de fondo, se desarrolla un comercio tradicional. En Kíneshma se celebraban ferias dos veces al año. El día de Tíjonov, 16 de junio (a la antigua), comenzaba la Feria Tíjonovskaia, y la segunda feria, más grande, la Feria Krestovozdvízhenskaia, empezaba el 14 de septiembre (Calendario juliano) y duraba hasta octubre. Siguiendo la estilística de los cuadros folclóricos, el artista construye la imagen sin desplegarla en profundidad, haciendo hincapié en el brillo y el decorativismo. La feria de Kustódiev es una fiesta, sin la cual la vida folclórica es imposible. «Considero que lo abigarrado y brillante es muy típico de la vida rusa» (en ruso: «Я считаю пестроту, яркость именно весьма типичной для русской жизни»), — respondió a los críticos.